# Arellio Fusco
Arellio Fusco (in latino Arellius Fuscus; Roma antica, ... – ...; fl. I secolo) è stato un retore romano.
Attivo ai tempi di Ottaviano Augusto, fu maestro di Papirio Fabiano, Ovidio e Plinio il Vecchio.